# لي ويليامسون
لي ويليامسون (بالإنجليزية: Lee Williamson)‏ (7 يونيو 1982 بدربي في المملكة المتحدة - ) هو لاعب كرة قدم بريطاني وجامايكي في مركز الوسط. شارك مع منتخب جامايكا لكرة القدم. أما مع النوادي، فقد لعب مع بريستون نورث إيند وبلاكبيرن روفرز وشيفيلد يونايتد ونادي بورتسموث ونادي روذرهام يونايتد ونادي واتفورد ونادي مانسفيلد تاون ونادي نورثامبتون تاون.

## وصلات خارجية
- لي ويليامسون على موقع قاعدة بيانات كرة القدم.إي يو (الإنجليزية)
- لي ويليامسون على موقع ناشيونال فوتبول تيمز (الإنجليزية)
- لي ويليامسون على موقع Soccerbase.com (لاعب) (الإنجليزية)
- لي ويليامسون على موقع عالم كرة القدم.نت (الإنجليزية)
- لي ويليامسون على موقع AS.com (الإسبانية)